# ヤング ブラック・ジャック (漫画)
『ヤング ブラック・ジャック』は、手塚治虫（原作）、田畑由秋（脚本）、大熊ゆうご（作画）による日本の漫画作品、およびそれを原作としたテレビアニメ（詳細は#テレビアニメの節を参照）。医療監修は後藤伸正。手塚治虫の『ブラック・ジャック』を原作とした漫画で、『ヤングチャンピオン』（秋田書店）にて、2011年No.24から2019年No13まで連載された。
本作は原典同様、ブラック・ジャック (BJ) こと間黒男を主人公としているが、彼の若かりしころを舞台とした前日談的な物語で、時代背景には1960年代後半の世相や国際情勢（大学闘争やベトナム戦争など）が多く取り入れられており、社会派の様相を呈している。間が医大在籍中に医師免許を取得するための勉強をしていた当時のエピソードを中心とし、さまざまな事情や成り行きにより、無免許で手術を行うことになる過程が描かれるほか、彼の高校生時代やBJとして活動し始めてからのエピソードも描かれる。
なお、本作の内容はあくまでも田畑や大熊の創作物であり、原典へ直接続くわけではないが、その登場人物のほか、『ミッドナイト』や『七色いんこ』といった手塚の他作品の登場人物や、スター・システムとして他作品の登場キャラクターをモチーフとした登場人物が多数登場しており、それらは単行本巻末の「手塚ワールドのキャラクター紹介」で具体的に紹介されている。
本作に先んじて2011年に同名のテレビドラマ『ヤング ブラック・ジャック』が放送されているが、若かりしころのBJを主人公にしている点こそ同じであるものの本作とは無関係である。

## あらすじ
時代は1968年。東大紛争が勃発し、学生運動が激しさを増す中、とある大学の医学部に1人の奇妙な男が在籍していた。半白の髪、全身に残る無数の傷、傷跡を境に皮膚の色が違う顔面。医師免許を取得するため、勉強に励むその青年の名は、間 黒男（はざま くろお）。その天才的な手腕によって、数々の奇跡を起こすことになる彼は、後にブラック・ジャックと呼ばれる。
恩師の本間丈太郎に憧れ、まっとうな医師になることを志していた間黒男が、無免許医となり莫大な医療費を要求するようになった経緯がここに明かされる。

## 登場人物
複数のエピソードに登場する人物、および本人として他作品に登場する人物を挙げる。作中の登場人物は、背景の人物や犬・鳥・馬なども含め、すべて手塚作品に登場するキャラクターがモデルになっている。メインになるキャラクターは田畑が決め、サブキャラを誰にするかは大熊が選ぶことが多いが、話によっては大熊にメインキャラの選択を任せることもあるという。

### 主要人物
間 黒男（はざま くろお）
声 - 梅原裕一郎、大塚明夫
本作の主人公で若き日のブラック・ジャック。物語開始時点（1968年）で22歳の医学生。母と自身の医療費のため、3億円という多額の借金を背負っている。
横浜市立浜川高校在卒業後に、三流医科大学である本越大学（通称・ポン骨大学）に進学。在学中から魚や食肉などを用いて手術の練習をしており、医師免許未取得の段階で高い技術を身につけた。表沙汰にできない患者を相手にその腕を活かし、違法な医療行為を行ってはその報酬を生活費と借金返済に充てている。
自宅は風呂なしのボロアパートで、手術練習に用いた魚を飼っている。
藪 正人（やぶ）
声 - 遊佐浩二
ヒロポン中毒の医者。ニューギニア戦線で、従軍医師として軍隊に同行した際、ろくな設備も医薬品も無い中、苦しみ続ける戦友たちを助けることもできない地獄に直面し、戦地から帰った後は血を見ることもできない藪医者と成り果ててしまう。トラウマから逃れるため、ヒロポンに手を出して借金漬けになるが、人の命を救うために懸命な間の姿を目の当たりにした後、己のトラウマを克服しようとベトナムに渡り、医者として再出発を試みる。ベトナムでは、たびたび危険な目にあいながらも、医師としての自信と力量を取り戻す。日本を離れた後も、彼の消息を尋ねにベトナムに来た際や、訪米した時、彼が一時的に日本に帰国した時などに、間とはたびたび再会している。
モデルは『ブラック・ジャック』の「きたるべきチャンス」に登場した綿引博士である。
岡本 舞子（おかもと まいこ）
声 - 伊藤静
本越大学における間の先輩で、すでに医師免許を取得し、インターン生となっている。違法手術を行うことになった間の助手を務めたことがきっかけで彼と親しくなり、よく行動を共にすることになる。ただし、違法手術を平然と行う間の姿勢には批判的であるため、衝突もしている。
立入 灯郎（たちいり とうろう）
声 - 東地宏樹
借金の取り立て屋。間や藪の債権を握っており、時には彼らに無理難題を吹っかけて借金返済を迫る。
外見は手塚治虫の諸作品に登場するアセチレン・ランプをモデルにしている。
軍医（ドクター） / キリー
声 - 諏訪部順一
アメリカ軍の従軍医師。患者の命を救うことに情熱を燃やし、そのためなら自分の生命の危険も顧みない。若き日のドクター・キリコである。

### 複数のエピソードに登場する人物
レイモンド
声 - 井上倫宏
単行本1巻エピソード、テレビアニメ版第2話『拉致』に登場したフィリピン人男性。白血病の娘の治療費を稼ぐため日本に密入国し、虚血性心疾患を患った宗教団体「救国教」の教祖・金山貯蔵（かねやま ためぞう、声 - 岡和男）に心臓を提供するドナーに志願する。移植手術の直前に金山は死亡するが、執刀することになった間が、娘を救いたいという彼の願いを叶えると同時に自身や藪の命を救うため、整形手術で彼の顔や身体を金山そっくりに偽装する。それ以後、金山として生きていくことになり、幅広く慈善事業を行う。
テレビアニメ版では上記の一件で間や藪に恩を感じるようになり、間が消息を絶った藪を探しにベトナムへ行こうとした際には金山としての権限を利用して間にビザを用意するなど、彼を援助している。
原典では、「裏目」で陰謀に巻き込まれて大怪我を負う青年・サミーとして登場している。
ヒューゴ
声 - 武内駿輔
感情を表に出さないCIAの男。リーゼンバーグの過去を知っている。医学生でありながらベトナム戦争脱走兵の手術を行ったという間に興味を持ち、その手腕を評価している。CIAによる特殊軍事訓練で無痛症となったジョニーを、人体実験の事実を隠蔽するためにも始末しようと考えたが、リーゼンバーグが無痛症を治したことで実験の証拠は失われ、ジョニーの命は救われる。
モデルは『人間昆虫記』の釜石桐郎。
青山（あおやま）
声 - 豊口めぐみ
ベ由連（ベゆうれん、ベトナムに自由を市民連合）の一員。第1巻エピソード、テレビアニメ版第3話「脱走兵」でアメリカ軍の脱走兵を匿った一件から、間と知り合う。後に、より過激な革命運動へと身を投じる。
モデルは『バンパイヤ』の岩根山ルリ子。
今上 エリ（いまがみ エリ）
声 - 悠木碧
学生運動に身を投じる女子大生。顔の傷を治療してもらったことがきっかけで間に恋心を抱いて近づくが、次第にすれ違いが多くなり、やがて彼の心がすでに他の女性に向いていることを察し、失恋する。その後、加わった統合赤軍で「反省」と称するリンチを受けた仲間をかばったため、自身がリンチを受けてしまう。仲間の手を借りて逃げるもすでに危篤状態となっており、駆けつけた間の手術の甲斐もなく（テレビアニメ版では手術は成功するものの警察の狙撃によって）死亡する。
モデルは『リボンの騎士』のサファイヤ。
百樹 丸雄（ひゃっき まるお）
声 - 宮野真守
本越大学医学部にやってきた講師。以前は帝都大学で働く優秀な外科医だったが、交通事故で四肢を失って職を追われる。両手足には自身が開発した義肢を装着している。本間丈太郎や彼の患者だった間とは旧知の間柄。かつて患者だった澪（声 - 松井恵理子）という恋人がいる。
外科医として再起するため、手術器具を格納した特殊義肢とそれを自在に操作する機器を開発し、それらを自身に組み込み、これを用いた司法解剖をやり遂げる。しかし、機械仕掛けの人間に手術をされることを怖れた患者にその後の手術の予定をキャンセルされ、再起の道を絶たれる。その直後、かつての事故の原因が人為的なものだったことを知り、真相を知る多野（声 - 間島淳司）を車中で問い詰めた際、彼を事故死させてしまう。
事件の関係者への復讐を決意すると、宝（声 - 緑川光）を負傷させ（テレビアニメ版では左腕を切断し）、鯖目（声 - 平川大輔）の左足を切断して死に至らしめた後、首謀者である大剛景光（声 - 子安武人）を襲撃するが、逃亡する際に警官隊の発砲で右目を失う。間に治療された後に逮捕され、証言を翻した大剛や宝の偽証によって死刑を宣告されるが、義眼に仕込まれた道具を用いて脱獄する。最後は、療養中の大剛のもとに押しかけて彼をショック死させ、報復を恐れて海外に逃亡した宝を追って戦地へ渡る（テレビアニメ版では脱獄後に間のもとへ現れるだけで、大剛や宝の顛末については描かれていない）。
モデルは『どろろ』の主人公・百鬼丸。百樹が主人公的な存在として活躍する「無残帳編」は、実在の人物で両腕の無い探偵ジェイ・J・アームズをモデルにした話を作ろうと、考え出されたものである。

### 手塚治虫の他の作品に登場する人物
リーゼンバーグ教授
声 - 山野井仁
間がアメリカ滞在中に師事する脳医学の権威。専門は脳医学だが、骨折などの外科治療も行え、その手術の腕は間を感心させるほどである。かつては「ドクター・リンゲ」と呼ばれ、ナチスの化学兵器実験に関わっていた過去を持っており、かの収容所で多くの人体実験にも関与したとされている。そのためにユダヤ人組織から狙われているらしく、CIAからは過去の研究結果と引き換えに偽名とアメリカ国籍を与えられていた。医師としての高度な知識や技術も過去の経験によるもので、作中ではかつて自身が開発に関わった特殊な神経ガスの副作用で無痛症となったジョニー（声 - 吉野裕行）に特殊な薬物注射と電気治療を施すことで、彼の痛覚を正常に戻す。
スター・システムではなく、『ミッドナイト』に登場するリーゼンバーグ教授である。
トマス・ウィリアムズ / トミー
声 - 高橋英則
ベトナム戦争帰還兵。戦地での出来事が原因でPTSDとなり、戦地で知り合った藪と共にリーゼンバーグのもとを訪れ、間や舞子と知り合う。ジョニーとはベトナムへの派兵前に同じ小隊にいたが、彼が輸送機に乗っていなかったことから、アメリカで再会するまではずっと裏切られたと思い込んでいた。
リーゼンバーグと同様にスター・システムではなく、『七色いんこ』の終幕に登場する「ピエロのトミー」であり、役者業を始める前の姿である。

## 書誌情報
- 手塚治虫（原作）・田畑由秋（脚本）・大熊ゆうご（作画） 『ヤング ブラック・ジャック』 秋田書店〈ヤングチャンピオンコミックス〉、全16巻
  1. 2012年5月18日発売[5]、ISBN 978-4-253-15065-1
  2. 2012年10月19日発売[6]、ISBN 978-4-253-15066-8
  3. 2013年4月19日発売[7]、ISBN 978-4-253-15067-5
  4. 2013年9月6日発売[8]、ISBN 978-4-253-15068-2
  5. 2014年2月20日発売[9]、ISBN 978-4-253-15069-9
  6. 2014年6月20日発売[10]、ISBN 978-4-253-15070-5
  7. 2014年11月20日発売[11]、ISBN 978-4-253-15202-0
  8. 2015年5月20日発売[12]、ISBN 978-4-253-15203-7
  9. 2015年9月18日発売[13]、ISBN 978-4-253-15204-4
  10. 2016年4月20日発売[14]、ISBN 978-4-253-15205-1
  11. 2016年10月20日発売[15]、ISBN 978-4-253-15206-8
  12. 2017年4月20日発売[16]、ISBN 978-4-253-15207-5
  13. 2018年7月20日発売[17]、ISBN 978-4-253-15208-2
  14. 2018年12月20日発売[18]、ISBN 978-4-253-15209-9
  15. 2019年4月19日発売[19]、ISBN 978-4-253-15210-5
  16. 2019年8月20日発売[20]、ISBN 978-4-253-15180-1
- 『「ヤング ブラック・ジャック」大熊ゆうごイラスト集』 秋田書店
  1. 2019年8月20日発売、ISBN 978-4-253-10141-7

## テレビアニメ
| 原作                            | 手塚治虫、田畑由秋、大熊ゆうご （秋田書店「ヤングチャンピオン」連載）                                                       |
| 医療監修                        | 後藤伸正 |
| 監督                            | 加瀬充子 |
| シリーズ構成 スーパーバイザー   | 高橋良輔 |
| キャラクターデザイン 総作画監督 | 片山みゆき、三浦菜奈 |
| 美術デザイン                    | 西田稔 |
| 美術監督                        | 柴田正人 |
| 色彩設計                        | 荒井めぐみ |
| 撮影監督                        | 染谷和正 |
| CGディレクター                  | 秋元央（第1話 - 第2話） 軽部優（第3話 - 第12話）                                                                            |
| 編集                            | 渡部珠未 |
| 音響監督                        | 亀山俊樹 |
| 音楽                            | 池田大介、古井弘人、秋山健介                                                                                                |
| 音楽制作                        | ビーイング |
| 音楽プロデューサー              | 藁科知之 |
| プロデューサー                  | 田中潤一朗、橋本信太郎、植村俊一 市川真衣、福田順、佐藤誠、高野泰博 井川佑                                                  |
| アニメーション制作              | 手塚プロダクション |
| 製作協力                        | 手塚プロダクション、日本コロムビア 秋田書店、クロックワークス、第一興商 ビーイング、U-NEXT、グルーヴ ダックスプロダクション |
| 製作                            | ヤング ブラック・ジャック製作委員会 TBS                                                                                     |

2015年10月から同年12月までTBS、CBC、サンテレビ、BS-TBSなどにて放送された。
毎回の冒頭では、ネガポジを反転させた止め絵などに合わせ、OVA版『ブラック・ジャック』以降のアニメ作品でブラック・ジャックを演じている大塚明夫によるナレーションで作中当時の世相が語られるが、最終話ではこれがブラック・ジャックの独白だったということが明かされる。
キャラクターデザインは原作の大熊ゆうごの絵柄を元にしながらも、原典の手塚治虫の絵柄に近づけられており、作画スタッフにもOVA版『ブラック・ジャック』やよみうりテレビ版『ブラック・ジャック』に参加していた面々が多数参加している。
原作を補完するようなアニメオリジナル要素が追加された話がある一方、原作の要素が大幅にカット・改変された話もある。
2016年4月17日には、BD / DVD発売記念イベント「〜今日はスペシャルDay〜」がラフォーレミュージアム六本木で開催された。
エンドカード（後提供イラスト）はさまざまなクリエイターが担当している（#各話リストを参照）が、第11話では手塚治虫風の絵柄で知られる漫画家の田中圭一を起用することについて、放送前にアニメ側と原作側がそれぞれ公式TwitterでBD / DVDへの収録などにまつわる含みのある告知と謝罪を行った後、放送当日には他作品への無断パロディでも知られる同時期放送のテレビアニメ『おそ松さん』（詳細は記事を参照）風のイラストが放送されたことで、手塚るみ子から皮肉を込めた賛辞を送られた原作側が、公式Twitterで改めて謝罪するに至った。

### 主題歌
オープニングテーマ「I am Just Feeling Alive」
歌・作詞 - UMI☆KUUN / 作曲・編曲 - 徳永暁人
エンディングテーマ「オールカテゴライズ」
歌・作詞・作曲 - 焚吐 / 編曲 - Neru

### 各話リスト
| 話数   | サブタイトル       | シナリオ   | 絵コンテ          | 演出       | 作画監督                                            | 後提供イラスト |
| ------ | ------------------ | ---------- | ----------------- | ---------- | --------------------------------------------------- | -------------- |
| 第1話  | 医者はどこだ！     | 森田眞由美 | 寺田和男          | 吉村文宏   | 瀬谷新二、内田裕、斉藤圭太 篠原隆、青木一紀、千葉茂 | 杉野昭夫       |
| 第2話  | 拉致               | 森田眞由美 | 東海林真一        | 又野弘道   | 青木一紀                                            | カレー沢薫     |
| 第3話  | 脱走兵             | 野崎透     | 加瀬充子          | 前園文夫   | 斉藤圭太、清水健一                                  | 森チャック     |
| 第4話  | ベトナムにて その1 | 野崎透     | 寺田和男          | 西田健一   | 内田裕 立石大典（メカニック）                       | ERIMO          |
| 第5話  | ベトナムにて その2 | 野崎透     | 西田正義          | 山口頼房   | 小林明美、斉藤圭太、千葉茂 立石大典（メカニック）   | 泉谷あゆみ     |
| 第6話  | ベトナムにて その3 | 野崎透     | 於地紘仁          | 前島健一   | 小林ゆかり、申馨植 立石大典（メカニック）           | ゆーぽん       |
| 第7話  | 苦痛なき革命 その1 | 金春智子   | 東海林真一        | 東海林真一 | 青木一紀、清水健一、千葉茂                          | 石黒正数       |
| 第8話  | 苦痛なき革命 その2 | 金春智子   | 於地紘仁 寺田和男 | 前園文夫   | 内田裕、斉藤圭太                                    | 小田すずか     |
| 第9話  | 無残帳 その1       | 森田眞由美 | 藤本さとし        | 西田健一   | 興村忠美、Lee Jun Jong Hwang mi jung                | 左近堂絵里     |
| 第10話 | 無残帳 その2       | 森田眞由美 | 鈴木卓夫          | 山口頼房   | 半田大貴、桜井木ノ実 南伸一郎、飯飼一幸             | 梅田阿比       |
| 第11話 | 無残帳 その3       | 森田眞由美 | 又野弘道          | 又野弘道   | 清水健一、千葉茂 Lee Jun Jong、Hwang mi jung        | 田中圭一       |
| 第12話 | 狂騒の季節         | 森田眞由美 | 鈴木卓夫 寺田和男 | 前園文夫   | 斉藤圭太、陳占東、興村忠美 千葉茂、立石大典         | 大熊ゆうご     |

### 放送局
| 放送期間                  | 放送時間                     | 放送局               | 対象地域   | 備考                                     |
| ------------------------- | ---------------------------- | -------------------- | ---------- | ---------------------------------------- |
| 2015年10月2日 - 12月18日  | 金曜 2:16 - 2:46（木曜深夜） | TBSテレビ            | 関東広域圏 | 製作局 / 字幕放送 連動データ放送         |
|                           | 金曜 3:30 - 4:00（木曜深夜） | CBCテレビ            | 中京広域圏 |                                          |
|                           | 金曜 23:30 - 土曜 0:00       | サンテレビ           | 兵庫県     |                                          |
| 2015年10月4日 - 12月20日  | 日曜 1:30 - 2:00（土曜深夜） | BS-TBS               | 日本全域   | BS放送                                   |
| 2015年10月12日 - 12月28日 | 月曜 1:30 - 2:00（日曜深夜） | TBSチャンネル1       | 日本全域   | CS放送 / リピート放送あり                |
| 2016年1月24日 - 4月10日   | 日曜 1:53 - 2:23（土曜深夜） | チューリップテレビ   | 富山県     |                                          |
| 2016年5月18日 - 8月3日    | 水曜 22:00 - 22:30           | AT-X                 | 日本全域   | CS放送 / リピート放送あり                |
| 2016年11月3日             | 木曜 17:00 - 23:00           | 映画・チャンネルNECO | 日本全域   | CS放送 / 全12話一挙放送 リピート放送あり |
| 2017年1月27日 - 4月14日   | 金曜 1:50 - 2:20（木曜深夜） | あいテレビ           | 愛媛県     |                                          |
| 2017年7月18日 -           | 月曜 - 金曜 22:00 - 23:00    | アニマックス         | 日本全域   | BS/CS放送 / 2話連続放送 字幕放送         |

| 配信期間                  | 配信時間                   | 配信サイト         | 備考                                                    |
| ------------------------- | -------------------------- | ------------------ | ------------------------------------------------------- |
| 2015年10月5日 - 12月21日  | 月曜 12:00 更新            | U-NEXT             | 製作協力                                                |
|                           |                            | アニメ放題         |                                                         |
|                           | 月曜 23:30 - 火曜 0:00     | ニコニコ生放送     |                                                         |
| 2015年10月6日 - 12月22日  | 火曜 0:00（月曜深夜） 更新 | ニコニコチャンネル | 第1話無料、第2話以降1週間無料                           |
| 2015年10月7日 - 12月23日  | 水曜 12:00 更新            | バンダイチャンネル | 第1話無料、第2話以降有料                                |
| 2015年10月21日 - 12月23日 | 水曜 0:00（火曜深夜） 更新 | GYAO!              | 第1話無料、第2話以降1週間無料 第1話 - 第3話同時配信開始 |

### BD / DVD
| 巻 | 発売日         | 収録話          | 規格品番 | 規格品番  | 規格品番  | 規格品番  |
| 巻 | 発売日         | 収録話          | BD初回盤 | BD通常盤  | DVD初回盤 | DVD通常盤 |
| -- | -------------- | --------------- | -------- | --------- | --------- | --------- |
| 1  | 2015年12月23日 | 第1話 - 第2話   | XT-3371  | COXC-1161 | XT-3381   | COBC-6881 |
| 2  | 2016年1月27日  | 第3話 - 第4話   | XT-3372  | COXC-1162 | XT-3382   | COBC-6882 |
| 3  | 2016年2月24日  | 第5話 - 第6話   | XT-3373  | COXC-1163 | XT-3383   | COBC-6883 |
| 4  | 2016年3月23日  | 第7話 - 第8話   | XT-3374  | COXC-1164 | XT-3384   | COBC-6884 |
| 5  | 2016年4月27日  | 第9話 - 第10話  | XT-3375  | COXC-1165 | XT-3385   | COBC-6885 |
| 6  | 2016年5月25日  | 第11話 - 第12話 | XT-3376  | COXC-1166 | XT-3386   | COBC-6886 |

| TBS 金曜2:16（木曜深夜）枠 | TBS 金曜2:16（木曜深夜）枠 | TBS 金曜2:16（木曜深夜）枠 |
| 前番組                     | 番組名                     | 次番組                     |
| -------------------------- | -------------------------- | -------------------------- |
| 城下町のダンデライオン     | ヤング ブラック・ジャック  | だがしかし                 |